# Sulo (Vorname)
Sulo ist ein finnischer Männervorname.

## Herkunft und Bedeutung
Der Name kommt aus dem Finnischen und bedeutet so viel wie Anmut, Lieblichkeit bzw. versöhnlich oder charmant.

## Verbreitung
Der Name wird im deutschsprachigen Raum sehr selten vergeben, in der Schweiz tragen ihn 4 Personen (Stand 2022). Im Jahr 2023 belegte der Name Sulo in Finnland den 47. Rang. Als Erstname tragen ihn dort 2544 Personen (Stand 2022). Seine Vergabe ist auch in Norwegen und Schweden nachgewiesen.

## Namenstag
Namenstag ist der 13. Februar.

## Namensträger

### Finnische
- Sulo Bärlund (1910–1986), Leichtathlet, vorwiegend Kugelstoßer
- Sulo Jääskeläinen (1890–1942), Skispringer und Nordischer Kombinierer
- Sulo Nurmela (1908–1999), Skilangläufer

### Nicht-finnische
- Sulo Vaattovaara (* 1962), schwedischer Fußballspieler